# Ahrens AR 404
Die Ahrens AR 404 war ein in Kalifornien (USA) entwickeltes Mehrzweckflugzeug mit vier Turboprop-Motoren, ausgelegt für ein vielseitiges Einsatzspektrum bei niedrigen Betriebskosten. Haupteinsatzzwecke waren der Transport von Fracht oder bis zu 30 Passagieren. Das Flugzeug sollte subventioniert in Puerto Rico produziert werden.

## Geschichte
Die Ahrens AR 404 war konzipiert als robustes, einfaches Transportflugzeug.
Am 1. Dezember 1976 startete in Oxnard (Kalifornien) der Prototyp zu seinem Erstflug. Die Produktion sollte in Puerto Rico auf der früheren USAF Ramey Air Force Base stattfinden, weil die dortige Regierung die Musterzulassung und den Bau von 18 Serienflugzeugen finanzierte.
Der zweite Prototyp, in der vorgesehenen Serienkonfiguration, startete am 26. Oktober 1979 in Puerto Rico zu seinem Erstflug. Diese Maschine war gegenüber dem ersten Prototyp mit einer Länge von 16,69 m etwas länger. Die Kabinenlänge betrug 8,53 m. Die Musterzulassung sollte nach FAR Part 25 erfolgen. Nach erfolgreicher Zulassung waren für 1982 zwölf bis sechzehn und für 1983 weitere 24 bis 30 Flugzeuge zur Auslieferung vorgesehen. Mehr als 100 Kaufabsichtserklärungen gingen beim Hersteller ein und wurden mit provisorischen Auslieferdaten versehen. Über die Hälfte der Produktion war für den nordamerikanischen Markt bestimmt. Produziert wurden letztlich nur die beiden Prototypen.
In der Klasse der rund 30-sitzigen Zubringerflugzeuge konkurrierten im Übergang der 1970er- in die 1980er-Jahre sehr viele Flugzeugtypen. Hierzu zählten die druckbelüfteten Embraer EMB 120 Brasilia, De Havilland DHC-8-100, Saab 340, CASA CN-235 sowie die Short 330 und Short 360, beide ebenso wie die AR 404 nicht mit Druckkabine ausgestattet.
Als Preis wurden 1,8 bis 2 Millionen US $ angegeben, deutlich niedriger als alle anderen 30-Sitzer wie z. B. die Short 330, die damals 3 Millionen US $ kostete. Der Hersteller behauptete, dass auch die Kosten pro Sitzmeile niedriger würden als bei jedem Konkurrenzflugzeug, wozu er außer der GAF Nomad und der Short 330 sogar die Lockheed L-100 Hercules zählte.
Allerdings war die AR 404 auch die langsamste Maschine der konkurrierenden 30-Sitzer.

## Konstruktion

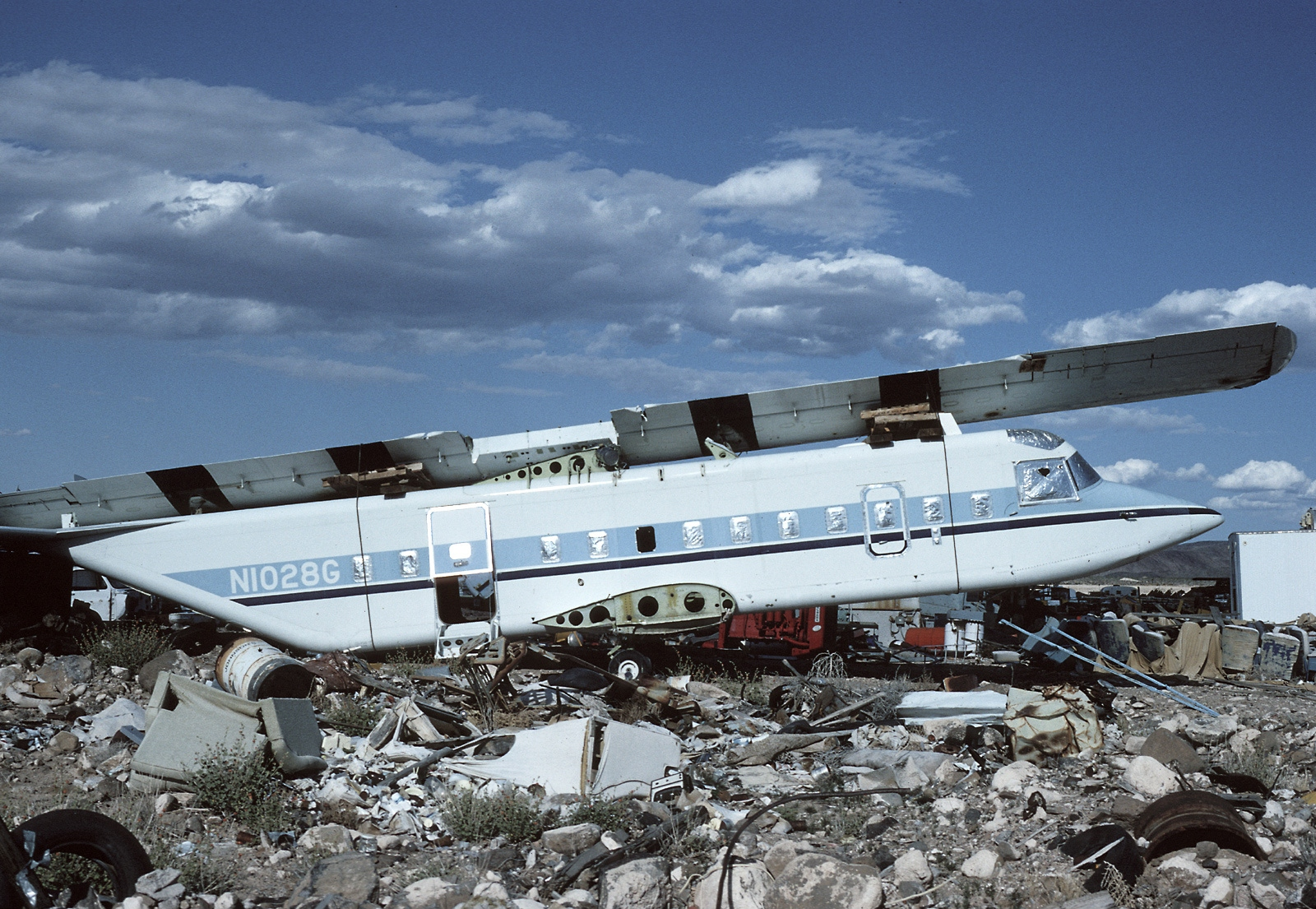
Verschrotteter Prototyp Nr. 2, Las Vegas-Henderson 1991

Die Ahrens AR 404 ist ein konventionell aufgebauter Schulterdecker ohne Druckkabine, angetrieben von vier Allison-250-B17B-Turboprop-Triebwerken mit je 309 kW (420 PS).
Die rechteckige, kastenförmige Rumpfkonstruktion mit konstantem Rumpfquerschnitt vereinfachte den Bau des Flugzeugs und sorgte für maximales nutzbares Volumen. Nach Behauptungen des Herstellers könnten 1000 einheimische Puerto-Ricaner ohne jede vorherige Erfahrung im Flugzeugbau in Kürze vier Maschinen pro Monat bauen.
Die Kabine bietet maximal 30 Passagieren in 2-1-Bestuhlung Platz. Als Frachtflugzeug kann die AR 404 vier Standard-LD3-Container befördern. Be- und Entladung erfolgt über eine geteilte Rampe im Heck des Flugzeuges. Die Rampe lässt sich während des Fluges öffnen, um das Absetzen von Fallschirmspringern oder Waren zu ermöglichen.
Als zusätzliche Einsatzzwecke außer Fracht- und Passagiertransport wurden vom Hersteller angegeben: U-Boot-Jagd, Gunship, Training und Fischereiüberwachung. Auch eine Nutzung für Carrier Onboard Delivery, die Versorgung von Flugzeugträgern, wurde vorgeschlagen.
In der Planung befand sich eine Version, in der die vier relativ kleinen Triebwerke durch zwei Turbopropmotoren mit je 1000 PS von Garrett AiResearch ersetzt werden sollten. Dieses Projekt wurde nicht mehr weiter verfolgt.

## Technische Daten
| Kenngröße             | Daten                                                            |
| --------------------- | ---------------------------------------------------------------- |
| Besatzung             | 2                                                                |
| Passagiere            | 30                                                               |
| Länge                 | 16,08 m                                                          |
| Spannweite            | 20,12 m                                                          |
| Höhe                  | 5,64 m                                                           |
| Flügelfläche          | 39,2 m²                                                          |
| Flügelstreckung       | 10,3                                                             |
| Leermasse             | 4309 kg                                                          |
| max. Startmasse       | 7938 kg                                                          |
| Reisegeschwindigkeit  | 314 km/h in 1525 m                                               |
| Höchstgeschwindigkeit | 352 km/h in 1525 m                                               |
| Dienstgipfelhöhe      | 5500 m                                                           |
| Reichweite            | 2234 km                                                          |
| Triebwerke            | 4 × Allison-250-B17B-Turboprop-Triebwerke mit je 313 kW (426 PS) |